# شيلا دو
شيلا دو (بالإنجليزية: Sheila Dow)‏ هي اقتصادية وأستاذة جامعية بريطانية، ولدت في 16 أبريل 1949.